# Bartne
Bartne (łemkow. Бортне, Bortne) – wieś łańcuchowa w Polsce położona w województwie małopolskim, w powiecie gorlickim, w gminie Sękowa.

## Historia
Bartne wzmiankowane jest już w 1629. Według miejscowych przekazów, wieś została założona przez kamieniarzy z pobliskiej Jasionki, którzy na zboczach pobliskich gór pozyskiwali materiał.
Nazwa wsi (Bartne/Bortne) pochodzi od bartnictwa, czyli dawnej formy pszczelarstwa. Istnieje też etymologia ludowa, wywodząca nazwę od połączenia słów "bór tnę".
Z Bartnego/Bortnego pochodził Stefan Szkurat, który przyjął później bardziej szlachecko brzmiące nazwisko "Bortniański" – był to ojciec kompozytora Dmytra Bortniańskiego.
W XIX wieku wieś rozsławiły warsztaty kamieniarskie – pochodzące stąd krzyże przydrożne oraz nagrobki spotkać można w odległych miejscowościach; kamienne koło młyńskie z datą 1905 znajduje się w Bydgoszczy.
W latach 1870–1892 we wsi pełnił posługę kapłańską łemkowski ksiądz i pisarz Wołodymyr Chylak, który stworzył tu swoje najważniejsze utwory, m.in. nowelę Szybienicznyj Wierch.
W czasie I wojny światowej toczyły się tu walki w ramach operacji gorlickiej, o czym świadczy cmentarz żołnierski z tego okresu.
Po II wojnie światowej w 1947 r. w ramach akcji "Wisła" cała wioska została wysiedlona pod przymusem władz. Część osób wysiedlono na ziemie zachodnie Polski, pozostałe osoby na północ Polski. W drodze na zachód, część osób  wysadzono w obozie w Jaworznie, który warunkami nie różnił się dużo od obozów ZSRR. Pod koniec lat 50 XX w. do Bartnego powróciła część rodzin, zamieszkująca wioskę do dziś.
W latach 1975–1998 miejscowość administracyjnie należała do województwa nowosądeckiego.

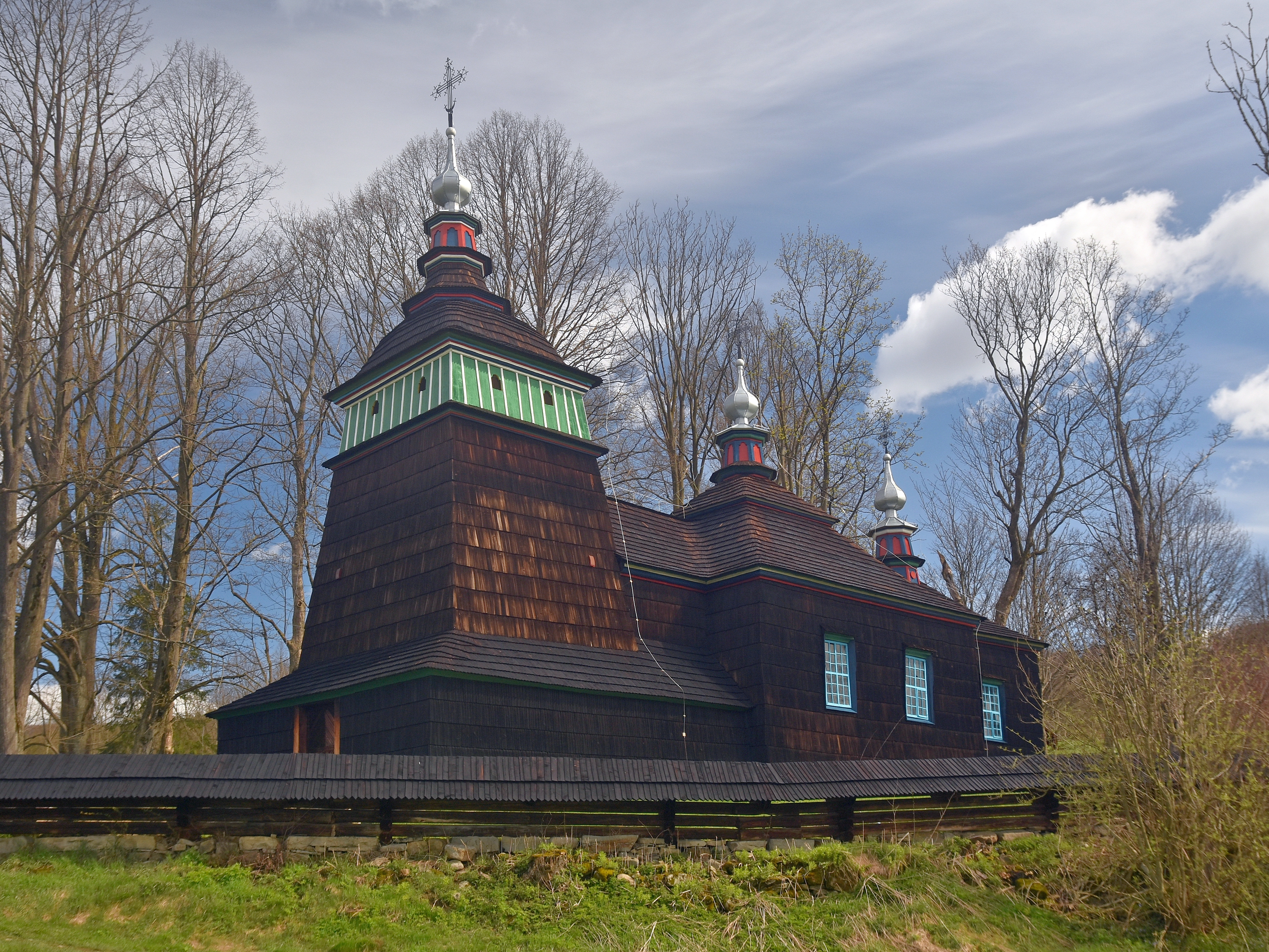
Cerkiew greckokatolicka-muzeum
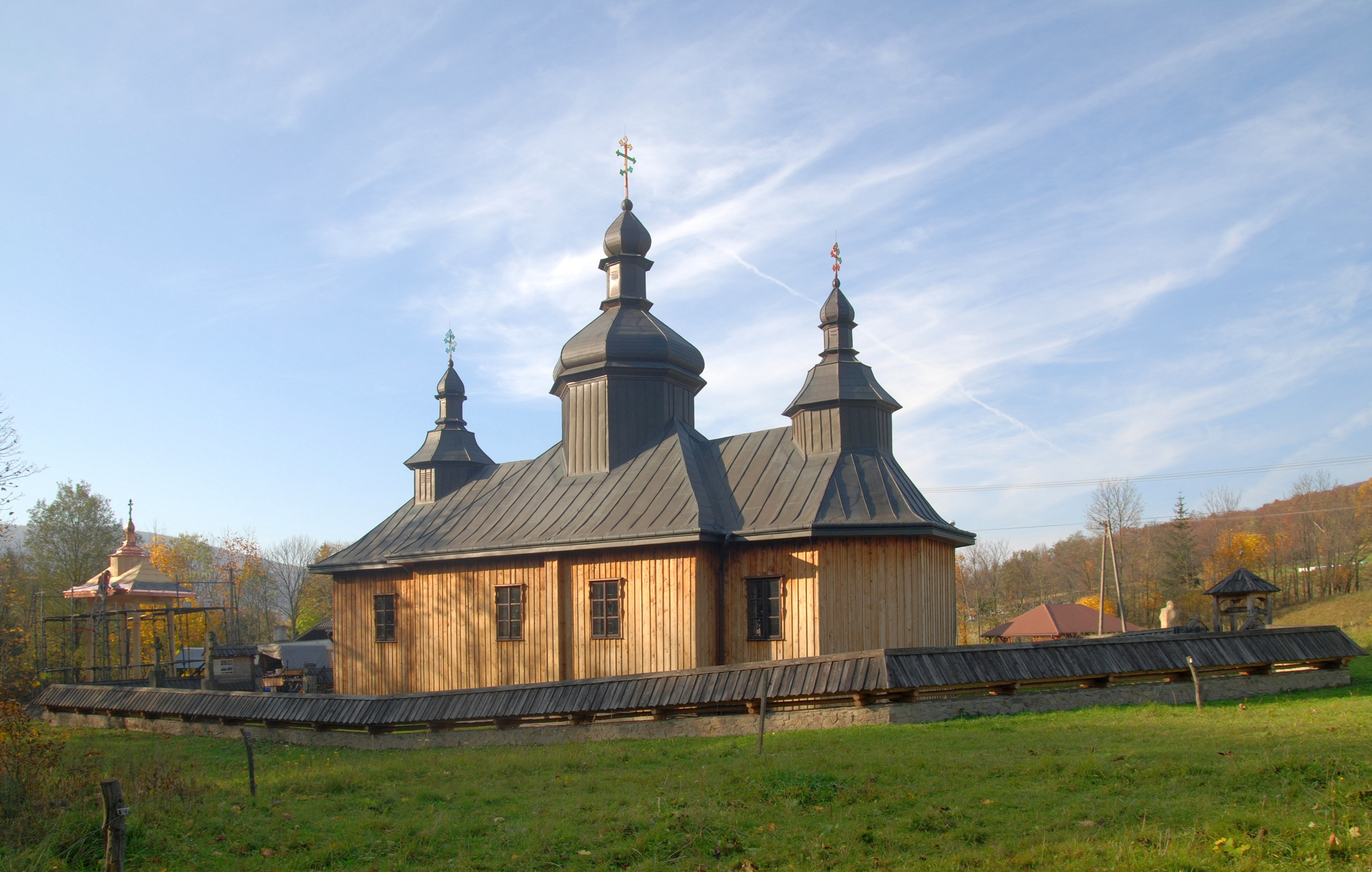
Cerkiew prawosławna
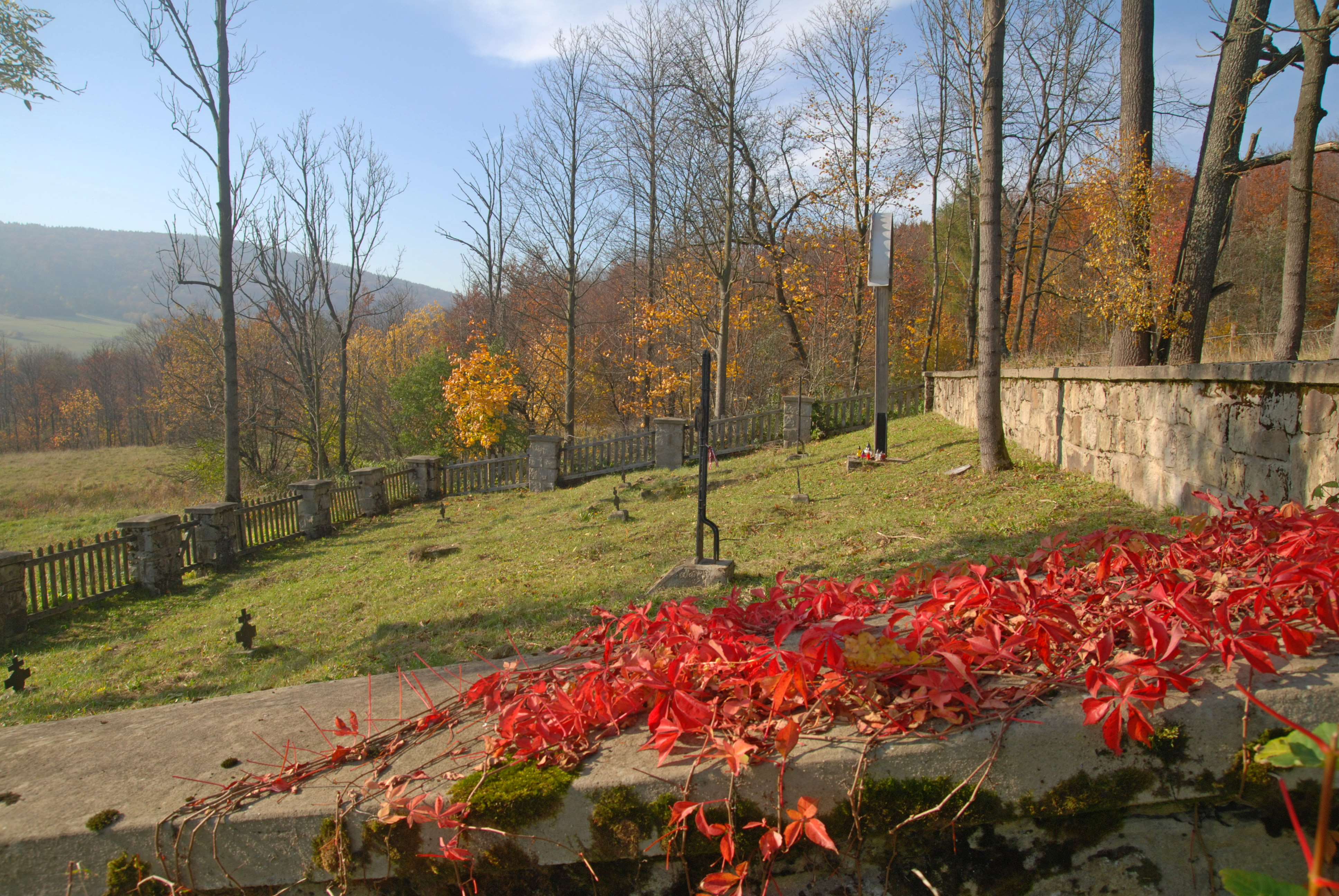
Cmentarz wojenny nr 64

## Zabytki
Obiekty wpisane do rejestru zabytków nieruchomych województwa małopolskiego.
- Cerkiew greckokatolicka pod wezwaniem św. Kosmy i św. Damiana – wybudowana około 1842 roku, trójdzielna, konstrukcji zrębowej, pokryta gontem z XVIII-wieczną wieżą konstrukcji słupowo-ramowej, zwieńczona kopulastym hełmem i pozorną latarnią, otoczona drewnianym ogrodzeniem. Obecnie wewnątrz mieści się filia Muzeum Dwory Karwacjanów i Gładyszów w Gorlicach, w której eksponowane są elementy sakralnej sztuki łemkowskiej, m.in. kompletny ikonostas z XVIII w., ołtarz boczny z 1797 roku, XVIII-wieczne ikony: Matka Boża z Dzieciątkiem i Chrystus oraz obrazy pochodzące z cerkwi okolicznych wsi.
Jest to jedna z cenniejszych cerkwi w tej części Beskidu Niskego. Klucze do obiektu udostępnia właściciel domu nr 25.
- Cerkiew prawosławna pod wezwaniem św. Kosmy i św. Damiana – wybudowana w 1928 roku na wzór cerkwi w Krzywej, lecz o połowę mniejsza: jednonawowa, konstrukcji zrębowej, bezwieżowa, oszalowana, pokryta blachą. Wewnątrz skromne wyposażenie. Z pierwotnego ikonostasu przywiezionego z Poczajowa zachowały się królewskie wrota i Ostatnia wieczerza. Na uwagę zasługują owalne ikony proroków pochodzące z nieistniejącej cerkwi w Świerzowej Ruskiej[5]. Obok cerkwi – pomnik Dmytra Bortniańskiego. 
Cerkiew prawosławna jest siedzibą miejscowej parafii.
- Cmentarz wojenny nr 64
- cmentarz parafialny;
- kapliczka przy domu nr 57;
- zagroda nr 1 (24): dom, spichrz;
- dom mieszkalno - gospodarczy nr 3;
- dom mieszkalno - gospodarczy nr 4;
- dom (chałupa) nr 5;
- dom (chałupa) nr 9, piwnica;
- budynek gospodarczy nr 11;
- budynek gospodarczy nr 13;
- spichlerz z piwnicą nr 18;
- dom nr 22;
- dom mieszkalno - gospodarczy nr 24;
- zagroda nr 37: dom, spichlerz, szopa - drewutnia, piwnica;
- dom mieszkalno - gospodarczy nr 38;
- spichlerz  nr 40;
- budynek gospodarczy nr 42, spichlerz z piwnicą;
- zagroda nr 44: bud. mieszkalno - gospodarczy, spichlerz;
- zagroda nr 46: chałupa, spichlerz z piwnicą, wozownia;
- chałupa nr 54, spichlerz z piwnicą;
- chałupa nr 56, piwnica.

### Pozostałe zabytki
- Spichlerz kamienny z I połowy XIX w. ze zbiorami kamieniarki;
- cmentarz ofiar cholery z 1873 roku;
- krzyże kamienne wystawione po 1918 roku;
- ośrodek kamieniarstwa ludowego;
- chyże łemkowskie – domostwa łączące pod jednym dachem część mieszkalną oraz oborę ze stodołą.

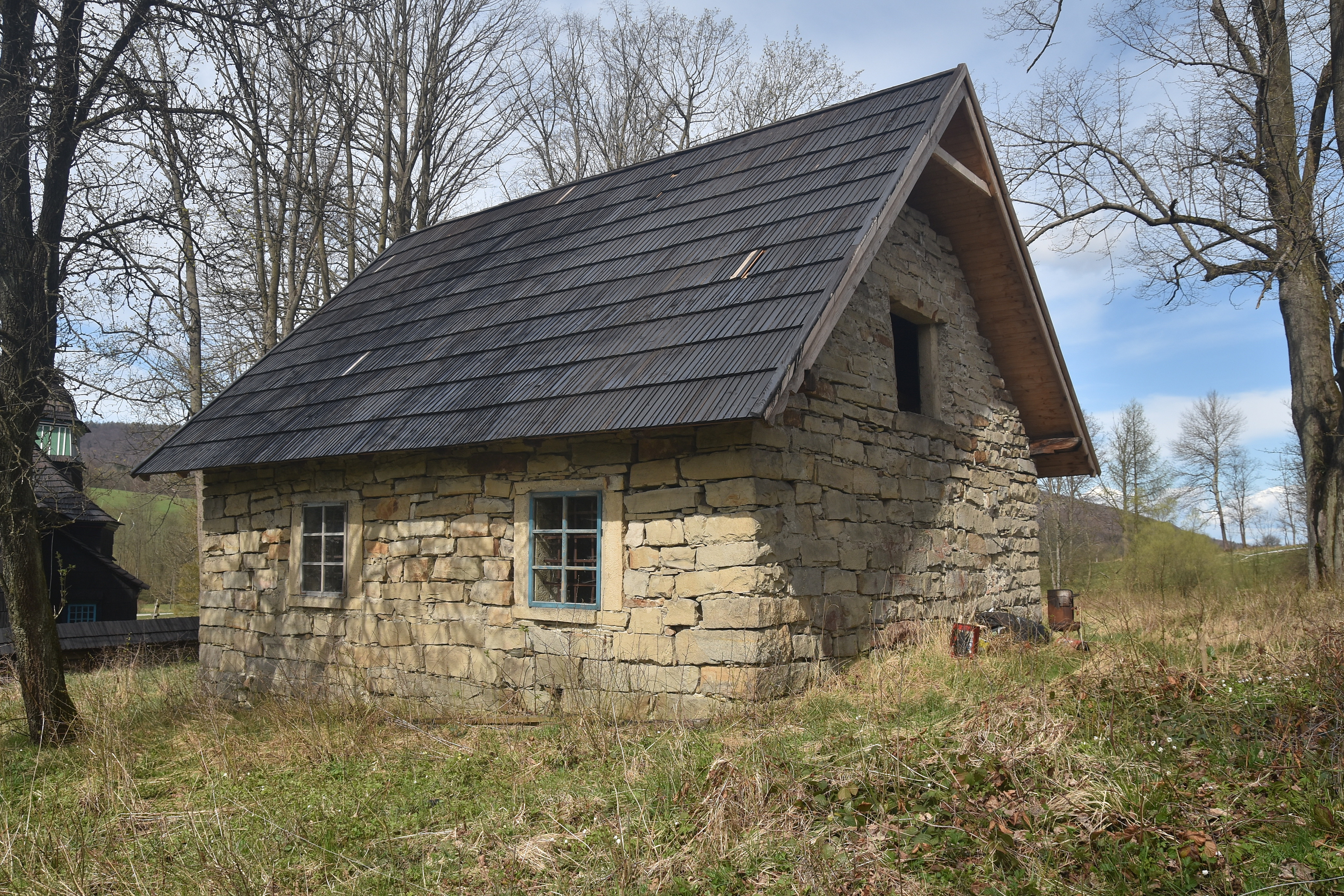
Spichlerz kamienny
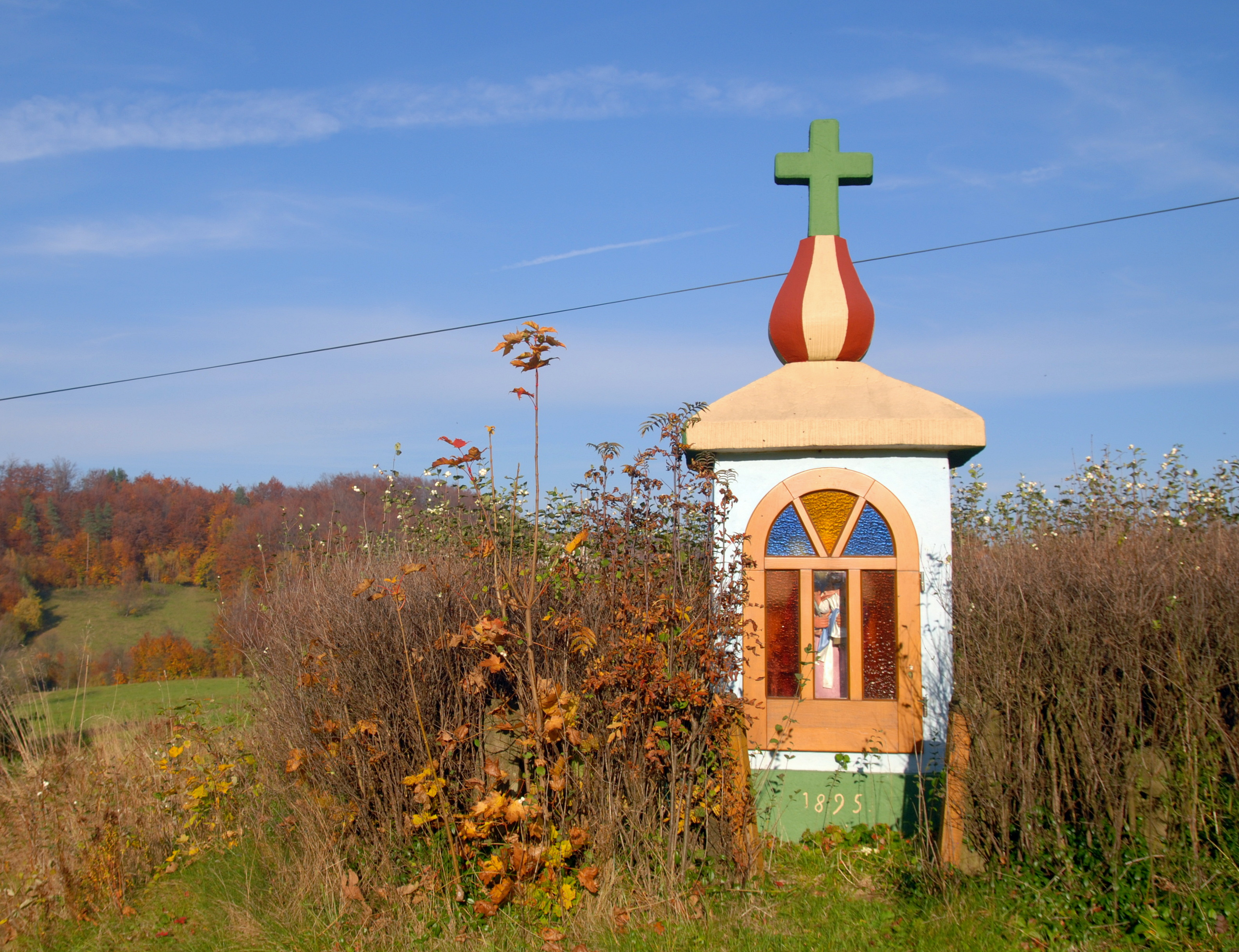
Kapliczka Dymitra Worobla
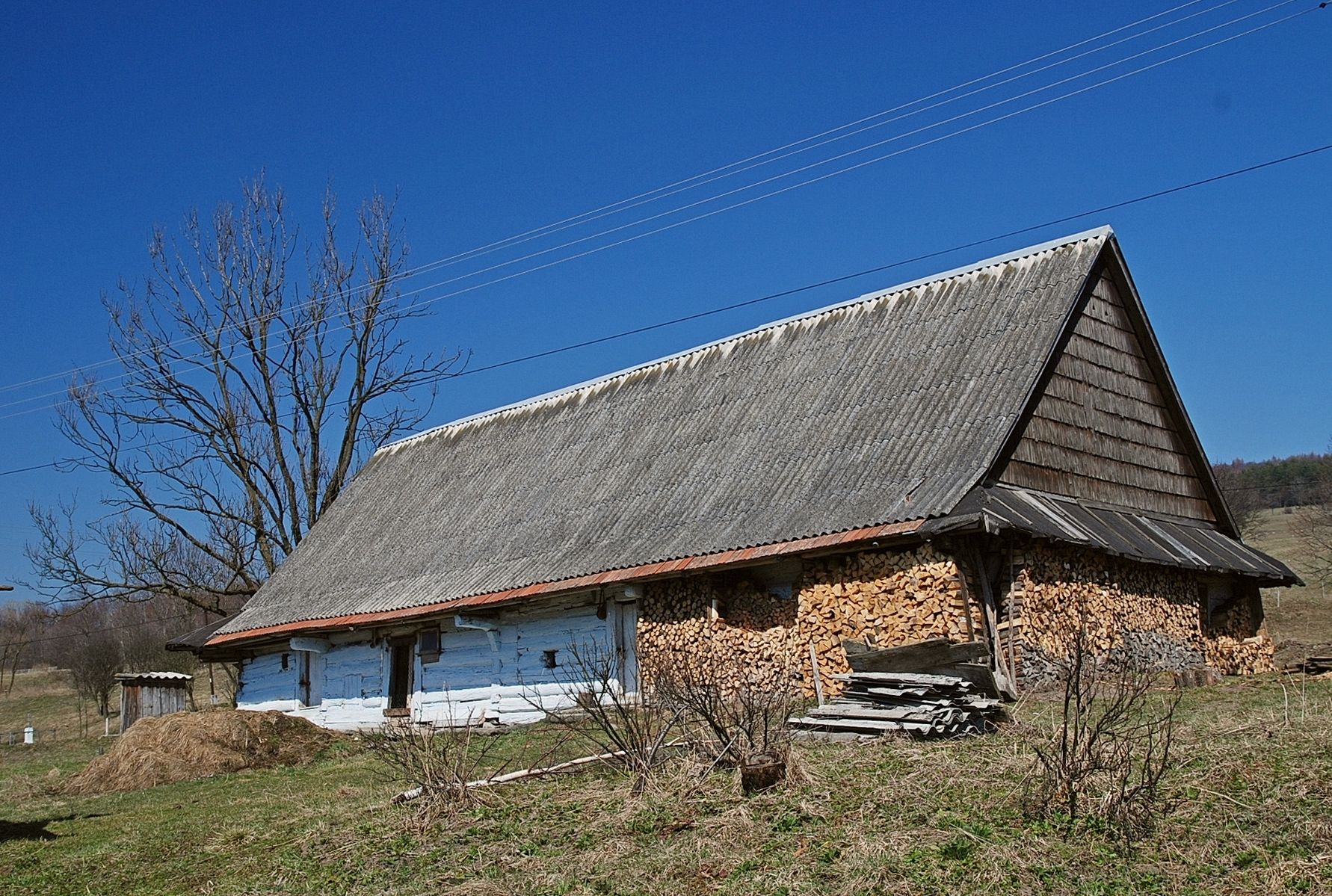
Dawna zabudowa

## Szlaki piesze
- Krzywa – Wołowiec – Bacówka PTTK w Bartnem – Przełęcz Majdan – Magura Wątkowska (846 m n.p.m.) – Świerzowa (801 m n.p.m.) (Główny Szlak Beskidzki)
- Folusz – Magura Wątkowska (846 m n.p.m.) – Bartne – Banica – Wołowiec
- Bacówka PTTK w Bartnem – Banica – Przełęcz Małastowska (604 m n.p.m.) – Schronisko PTTK na Magurze Małastowskiej – Przełęcz Owczarska (501 m n.p.m.)